# Organizzazione Speciale (Impero ottomano)
L'Organizzazione Speciale (in turco ottomano: تشکیلات مخصوصه  , Teşkilât-ı Mahsusa) fu un'unità delle forze speciali del governo imperiale ottomano sotto il Dipartimento della Guerra nota per il suo ruolo chiave nella commissione del genocidio armeno. Molti membri di questa organizzazione svolsero anche dei ruoli di primo piano nella prima guerra mondiale. I membri dell'organizzazione parteciparono inoltre alla resistenza contro gli italiani in Libia. Fu il capostipite del Servizio di sicurezza nazionale (in turco Milli Emniyet Hizmeti) della Repubblica di Turchia, che era essa stessa il predecessore della moderna Organizzazione Nazionale di Intelligence (in turco Milli İstihbarat Teşkilatı, MİT).

## Origini
La data esatta di costituzione non è chiara o controversa. Secondo alcuni ricercatori, l'organizzazione potrebbe essere stata fondata da Enver Pasha, che il 17 novembre 1913 affidò a Süleyman Askeri la direzione dell'Organizzazione. La sua data di fondazione rimane piuttosto vaga poiché era in realtà una continuazione di vari gruppi più piccoli stabiliti da Enver Pasa e suoi alleati all'indomani della Rivoluzione dei Giovani Turchi del 1908.

## Attività (1913-1918)
Enver Pasha assunse il ruolo primario nella direzione dell'Organizzazione Speciale e il suo centro di amministrazione si trasferì a Erzurum. Molti membri di questa organizzazione che avevano svolto ruoli particolari nel genocidio armeno parteciparono anche al Movimento nazionale turco. In Tracia e Anatolia occidentale, l'Organizzazione speciale, assistita da funzionari del governo e dell'esercito, deportò tutti i maschi greci in età militare nelle brigate di lavoro a partire dall'estate 1914 fino al 1916.
L'Organizzazione Speciale svolse anche un ruolo chiave nel genocidio armeno. Essa, composta da quadri unionisti particolarmente fanatici, fu ampliata dall'agosto 1914 in poi. Mehmed Talat Pascià, in qualità di ministro dell'Interno, diede ordine che tutti i prigionieri condannati per i crimini peggiori come omicidio, stupro, rapina, e così via, potessero avere la loro libertà se avessero accettato di unirsi all'Organizzazione speciale per uccidere armeni e saccheggiare le loro proprietà. Oltre agli incalliti criminali di carriera che si unirono in gran numero per avere la loro libertà, i ranghi delle unità di uccisione dell'Organizzazione speciale includevano tribù curde attratte dalla prospettiva di saccheggi e di rifugiati dalla Rumelia, poiché erano assetati di vendetta contro i cristiani dopo essere stati costretti a fuggire dai Balcani nel 1912. Il reclutamento di criminali in carriera direttamente dal sistema carcerario nell'Organizzazione speciale spiega l'altissima incidenza di stupri durante il genocidio armeno.
Come spiegato nell'atto di accusa chiave al processo (in contumacia) dei Tre pascià, i massacri del genocidio armeno furono guidati dall'Organizzazione speciale sotto il suo leader, il medico turco Dr. Bahaeddin Şakir. L'Organizzazione speciale era molto temuta da tutti ed era a detta di tutti la fautrice delle peggiori violenze contro gli armeni. Lo storico americano Gerard Libaridian scrisse sulla combinazione letale nell'Organizzazione speciale dei quadri unionisti fanatici che comandavano i detenuti appena liberati dal carcere:
(Gerard Libaridian)
Al fine di impedire ai musulmani comuni, qualunque essi siano turchi, curdi o arabi, di salvare le vite degli armeni, fu approvato un decreto che dichiarava la pena di morte, impiccagione e la distruzione della propria casa per chi trovava riparo agli armeni; nonostante questo decreto, un certo numero di turchi, curdi e arabi ordinari protessero gli armeni dalla furia dell'Organizzazione Speciale. Altri turchi, curdi e arabi comuni aiutarono l'esercito, i gendarmi e l'Organizzazione nelle deportazioni e nelle uccisioni, motivati dal desiderio di saccheggiare le proprietà armene, di avere le donne e ragazze armene come schiave sessuali o a causa di incitamenti da parte di ecclesiastici musulmani che affermavano che il genocidio fosse un atto della jihad. Mentre i gendarmi radunavano gli armeni per la deportazione, era di norma che si stabilissero mercati degli schiavi dove un uomo musulmano poteva comprare al giusto prezzo donne e/o ragazze armene da usare come sue schiave sessuali. Oltre al genocidio contro gli armeni, il regime del CUP condusse il genocidio assiro contro la minoranza assira e il genocidio dei greci del Ponto contro la popolazione greca nella regione anatolica del Ponto.
Il primo leader fu Süleyman Askeri Bey. Dopo la sua morte, fu sostituito da Ali Bach Hamba il 14 aprile 1915, che mantenne la carica fino all'armistizio di Mudros. Durante la prima guerra mondiale Eşref Sencer Kuşçubası era presumibilmente il direttore delle operazioni in Arabia, Sinai e Nord Africa. Fu catturato nello Yemen all'inizio del 1917 dall'esercito britannico e fu prigioniero di guerra a Malta fino al 1920 e successivamente rilasciato in cambio di un prigioniero di guerra britannico. Tuttavia, Ahmet Efe scrisse che gli archivi militari ottomani contenessero informazioni dettagliate sul personale dell'Organizzazione e che la figura di Kuşçubası non era menzionata.
L'ultimo direttore, Hüsamettin Ertürk, lavorò in seguito come agente a Istanbul del governo di Ankara in seguito all'armistizio. Scrisse anche un libro di memorie chiamato İki Devrin Perde Arkası (Dietro le quinte di due epoche).
Questo elenco include membri presumibilmente degni di nota, secondo un'intervista con il suo presunto ex leader Eşref Kuşçubaşı dell'ufficiale dell'Intelligence statunitense Philip H. Stoddard: Sebbene la maggior parte dei suoi 30.000 membri provenissero come specialisti qualificati (medici, ingegneri e giornalisti), l'Organizzazione impiegava anche dei criminali menzionati come başıbozuk, che erano stati rilasciati dalle prigioni nel 1913 per amnistia.

## Scioglimento
L'organizzazione venne smantellata a seguito di un dibattito parlamentare e sostituita dalla Rivolta islamica mondiale (in turco Umûm Âlem-i İslâm İhtilâl Teşkilâtı) dopo la prima guerra mondiale. Questa organizzazione tenne il suo primo incontro a Berlino. Tuttavia, venne costretta alla clandestinità dagli inglesi.
Nel 1921 Atatürk fondò un'altra organizzazione segreta chiamata Società Nazionale di Difesa (in turco Müdafaa-i Milliye Cemiyeti), guidato dall'ex capo dell'Organizzazione speciale, Hüsamettin Ertürk.